# Фигеридо, Сесар
Сесар Фигеридо Гельбенсу (исп. César Figuerido Guelbenzu; 16 октября 1876, Куэнка — 23 апреля 1956, Толоса) — испанский скрипач и музыкальный педагог.
Сын военного музыканта. С 1879 года рос в Ируне, где его отец возглавил духовой оркестр. Учился музыке у отца, гастролировал по Испании как скрипач-вундеркинд. После смерти отца в 1890 году некоторое время учился в Париже, выступал в дуэте с Рикардо Виньесом. Вернувшись в Ирун, с 1900 года преподавал в городской консерватории, до 1914 года руководил тем же духовым оркестром, что и его отец.
С 1913 года жил и работал в Сан-Себастьяне, вплоть до 1955 года преподавал скрипку в консерватории, с 1918 года руководил камерным оркестром, в 1922—1924 годах возглавлял курортный оркестр. Автор учебника скрипичной игры (исп. Compendio de la técnica del violín), многочисленных пьес для своего инструмента, преимущественно на баскские темы (Баскская сюита, Баскская рапсодия, Баскские арии и т. д.).